# 穆捷 (厄尔-卢瓦省)
穆捷（法語：Moutiers，法語發音：[mutje]），又称博斯地区穆捷（Moutiers-en-Beauce），是法国厄尔-卢瓦省的一个市镇，属于沙特尔区。

## 地理
穆捷（48°17'50"N, 1°46'36"E）面积21.2 平方千米，位于法国中央-卢瓦尔河谷大区厄尔-卢瓦省，该省份为法国北部内陆省份，北起顺时针与厄尔省、伊夫林省、埃松省、卢瓦雷省、卢瓦-谢尔省、萨尔特省和奧恩省接壤。
与穆捷接壤的市镇（或旧市镇、城区）包括：伊蒙维尔、博维利耶、阿洛讷、布瓦维尔拉圣佩尔、雷克兰维尔。

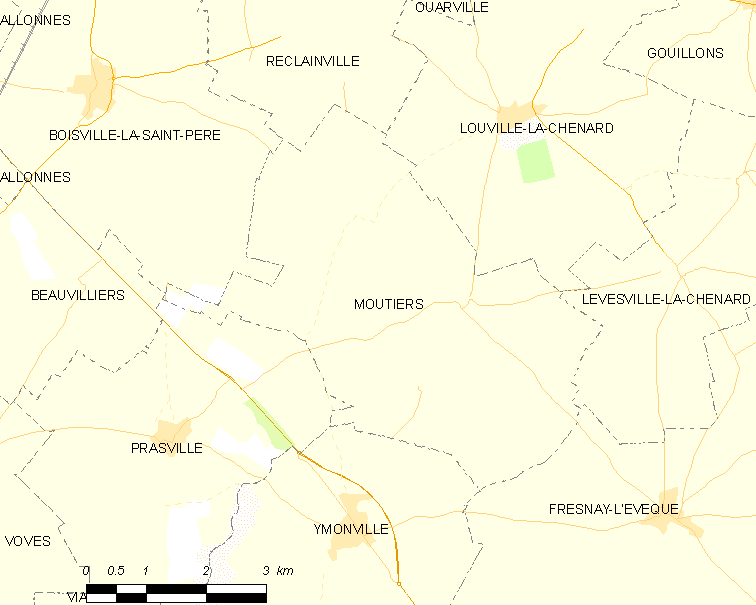
的OSM定位图

穆捷的时区为UTC+01:00、UTC+02:00（夏令时）。

## 行政
穆捷的邮政编码为28150，INSEE市镇编码为28274。

## 政治
穆捷所属的省级选区为莱维拉日沃韦安县。

## 人口

1962-2008年间人口变化图示

穆捷于2022年1月1日时的人口数量为243人。